# Sly Johnson
Sly Johnson, anciennement Sly the Mic Buddah, de son vrai nom Silvère Johnson, né le 26 juin 1974 à Montrouge, dans les Hauts-de-Seine, est un chanteur, rappeur et beatboxeur français ancien membre du collectif de rap français Saïan Supa Crew et Simple Spirit[réf. nécessaire].

## Biographie
Sly Johnson est né le 26 juin 1974 à Montrouge, dans les Hauts-de-Seine, au sud de Paris. Il est le frère ainé de l'acteur Loup-Denis Elion, qui interprète Cédric dans la série télévisée Scènes de ménages. Sly commence sa carrière musicale en 1997, au sein du collectif Saïan Supa Crew, avec lequel il participe à trois albums en tant que rappeur sous le nom de Sly the Mic Buddah. L'album en collaboration avec Saïan Supa Crew KLR remporte deux disques d’Or et un disque de Platine. Nommés trois fois aux Victoires de la Musique, ils remportent ensemble le prix du meilleur album pour « X-raisons » qui sera lui aussi sacré disque d’Or.
En 2004 puis en 2008, on[style à revoir] le retrouve aux côtés de la chanteuse Camille. Il a aussi collaboré avec la chanteuse Rokia Traoré sur l'album Tchamantché, la chanteuse Grace sur l'album Hall of Mirrors, le groupe D3ccpt sur l'album The Movement, Les Rieurs sur l'album Ça y est enfin! ainsi que le rappeur Oxmo Puccino sur l'album L'Arme de paix. Il collabore aussi avec Jacky Terrasson sur cinq titres de l'album Take This.
La fin du groupe en 2007 l'amène à reprendre le nom de Sly Johnson et à travailler avec Camille, le trompettiste Erik Truffaz et le rappeur Oxmo Puccino sur différents projets.
En 2010, il publie son album solo intitulé 74, en référence à son année de naissance[source secondaire souhaitée]. Ce dernier est produit par Jay Newland. Il est classé 101e aux classements musicaux français, et obtient une nomination au prix Constantin en 2011 dans la catégorie « Révélation de l’année ». Une tournée suit en France et en Espagne[source secondaire souhaitée]. Il passe aussi dans l'émission Taratata, sur France 2, à plusieurs reprises[source secondaire souhaitée]. Il collabore avec les groupes Union Analogtronics, Talib Kweli et China Moses[source secondaire souhaitée]. Le 13 novembre 2015 (avant les attentats du bataclan), il publie un nouvel album, The Mic Buddah. En 2016, il sera en collaboration avec Féfé[source secondaire souhaitée]. Il invite fin 2016 également les auditeurs de Jazz Radio dans son univers musical jazz, avec l'émission Come in2 My Jazz tous les vendredis soir entre 22h et 23h[source secondaire souhaitée].
En 2022 il participe en tant que chanteur à l'orchestre de l'émission Le Late avec Alain Chabat sur TF1.
En 2024, il signe la musique de la pièce jouée au théâtre de la Renaissance et issue du livre Passeport d'Alexis Michalik[source secondaire souhaitée].

### Vie privée
Depuis 2020, Sly Johnson est en couple avec l'actrice Mathilda May. Le couple annonce s'être marié courant décembre 2022,.

## Discographie

### Collaborations

#### Saïan Supa Crew
- 2003 : RZA & Ghostface Killah of Wu-Tang Clan : The World According To RZA
- 2002 : Roots Manuva, Kimany Marley, The Artsonists, Cella Dwellas, Brand Nubian : The Stand Out, EP
- 2000 : Dj Crazy B of Birdy nam nam : L'Block
- 1999 : Cut Killer : Double H Dj Crew
- 2005 : Will.i.am, Patrice, Camille : Hold-up
- 1998 : K-Reen : K-Reen